# Боба, Имре
Имре Боба (венг. Boba Imre, 23 октября 1919, Дьёр, Венгрия — 11 января 1996, Сиэтл, США) — венгерский историк польского происхождения, политический советник Радио «Свобода», профессор истории Вашингтонского университета.

## Биография
Имре Боба родился 23 октября 1919 года в городе Дьёре, в Венгрии. Его родителями были Владислав Казимир Боба (поляк) и Илона Фаркаш Фалуди (венгерка). После смерти своего отца в 1929 году и вплоть до начала Второй мировой войны жил в Польше. В 1939 году вернулся в Венгрию, где в 1941 году окончил польскую гимназию в Балатонбогларе. По причине инвалидности, он не мог участвовать в военных действиях, но тем не менее он вошёл в ряды польского движения сопротивления и помогал последнему. В частности, он помогал польским офицерам добраться до Западной Европы. Также он сотрудничал с венгерским правительством и с представителями второго польского армейского корпуса по вопросам польских беженцев, за что Польское правительство в изгнании наградило его Серебряным крестом Заслуги с мечами. Изучал философию, историю, славистику и финно-угорское языкознание в Будапештском университете, сначала втайне, а после окончания войны открыто, завершив обучение в 1946 году.
С 1946 по 1952 года Имре Боба жил в Великобритании, в Лондоне. В 1952 году он эмигрировал в Западную Германию, где поселился в Мюнхене и семь лет проработал в польском отделении Радио «Свобода» политическим советником. В 1956 году он вместе с семьей переехал в США и поселился в Сиэтле, где работал библиотекарем-исследователем в Польском исследовательском центре в Сиэтле с 1956 по 1959, а позже учился в аспирантуре Вашингтонского университета, в 1962 году получил степень доктора философии истории. После этого он стал ассистентом на историческом факультете Вашингтонского университета, в 1967 году был назначен профессором, а с 1971 года стал преподавать историю России в рамках Восточноевропейских исследований.
Помимо работы в качестве лектора, он проводил научные исследования раннесредневековых миграций народов Восточной Европы, благодаря которым возникло множество дискуссий, в том числе о появлении городов в Моравии и о влиянии Св. Мефодия на поселения к югу от Дуная в современной Сербии. Его научная работа Moravia's History Reconsidered вызвала много споров, особенно в Чехии и Словакии, потому что в ней Боба оспаривал традиционные представления о Великой Моравии. Имре Боба считал, что Великая Моравия была не независимым государством, а княжеством в составе государства «Склавония». В 1990 году вышел на пенсию, получив почетное звание старшего профессора.
Скончался в Сиэтле 11 января 1996 года от рака.

### Семья
Отец: Владислав Казимир Боба (ум. 1929);

Мать: Илона Фаркаш Фалуди;

Брат: Ласло Боба;

Сестра: Анна Боба;

Супруга: Элизабет Херндон Хадсон (с 1954 года);

Дети: Элеанора Боба, Лесли Боба.

## Труды
- Boba, I. Nomads in the Formation of the Kievan State. — Seattle, 1962. (англ.)
- Boba, I. Master Nicholas of Dresden. 1965. (англ.)
- Boba, I. Nomads, Northmen and Slavs. Eastern Europe in the ninth century. — The Hague: Mouton; Wiesbaden: Harrassowitz, 1967. (англ.)
- Boba, I. Moravia's History Reconsidered: A Reinterpretation of Medieval Sources. — The Hague: Martinus Nijhoff, 1971. — ISBN 978-90-247-5041-2. (англ.)
- Boba, I. Formation of the Hungarian Policy. — Wiesbaden, 1972 (англ.)
- Boba, I. Sveti Metod i nadbiskupsko sjedište Sirmium u crkvenoj pokrajini Sclavonia // Crkva u svijetu. XX/1985, 4. (словац.)
- Boba, I. Braslavespurch - Bratislava or Braslav’s Burg: Zalavár? // Ungarisches Jahrbuch 1989. — pp. 9–23. (англ.)
- Boba, I., Püspöki Nagy, P. Morávia története új megvilágításban : kísérlet a középkori források újraértelmezésére. — Budapest: Magyar Egyháztörténeti Enciklopédia Munkaközösség, 1996. (венг.)
- Boba, I. «Moraviana» egy Közép-Európa születéséről írott osztrák tanulmányban. Szúrópróbák // Petrovics, István (szerk.): Kijevtől Kalocsáig - Emlékkönyv Boba Imre tiszteletére. Budapest, 2005. — p. 167–173. (венг.)